# Hươu xạ An Huy
Hươu xạ An Huy (Moschus anhuiensis) là một loài động vật có vú trong họ Moschidae, bộ Artiodactyla. Loài này được Wang, Hu, & Yan mô tả năm 1982. Trước đây nó được coi là một phân loài của Moschus berezovskii hoặc Moschus moschiferus.
Loài này chỉ sinh sống tại khu vực dãy núi Đại Biệt ở miền tây tỉnh An Huy. Nó cũng có thể có trong khu vực núi Đại Biệt ở phần thuộc tỉnh Hồ Bắc.